# Список объектов всемирного наследия ЮНЕСКО во Франции
В списке Всеми́рного насле́дия ЮНЕ́СКО во Францу́зской Респу́блике значится 43 наименования (на 2017 год), это составляет 3,4 % от общего числа (1248 на 2025 год). 39 объектов включены в список по культурным критериям, причём 19 из них признаны шедеврами человеческого гения (критерий i), 3 объекта включены по природным критериям, каждый из которых признан природным феноменом исключительной красоты и эстетической важности (критерий vii), а также 1 смешанный объект, также попадающий под критерий vii. Кроме этого, по состоянию на 2024 год, 33 объекта на территории Франции находятся в числе кандидатов на включение в список всемирного наследия. Французская Республика ратифицировала Конвенцию об охране всемирного культурного и природного наследия 27 июня 1975 года. Первые пять объектов, находящиеся на территории Франции были занесены в список в 1979 году на 3-й сессии Комитета всемирного наследия ЮНЕСКО.

## Список
В данной таблице объекты расположены в порядке их добавления в список всемирного наследия ЮНЕСКО.
| #  | Изображение | Название | Местоположение | Время создания             | Год внесения в список | №      | Критерии              |
| -- | ----------- | --- | --- | -------------------------- | --------------------- | ------ | --------------------- |
| 1  |             | Ансамбль Мон-Сен-Мишель с заливом (фр. Mont-Saint-Michel et sa baie) | Регион: Нормандия Департамент: Манш | XI—XVI вв.                 | 1979                  | 80     | i, iii, vi            |
| 2  |             | Кафедральный собор в городе Шартр (фр. Cathédrale de Chartres) | Регион: Центр — Долина Луары Департамент: Эр и Луар Город: Шартр | XII—XIII вв.               | 1979                  | 81     | i, ii, iv             |
| 3  |             | Дворец и парк в Версале (фр. Palais et parc de Versailles) | Регион: Иль-де-Франс Департамент: Ивелин Город (коммуна): Версаль | XVII—XVIII вв.             | 1979                  | 83     | i, ii, vi             |
| 4  |             | Церковь и холм в Везле (церковь Мадлен) (фр. Basilique et colline de Vézelay) | Регион: Бургундия — Франш-Конте Департамент: Йонна Коммуна: Везле | XII в.                     | 1979                  | 84     | i, vi                 |
| 5  |             | Наскальные рисунки в пещерах по реке Везер (147 доисторических стоянок и 25 пещер) (фр. Sites préhistoriques et grottes ornées de la vallée de la Vézère) * Пещера Ласко | Регион: Новая Аквитания Департамент: Дордонь | —                          | 1979                  | 85     | i, iii                |
| 6  |             | Дворец и парк Фонтенбло (фр. Palais et parc de Fontainebleau) | Регион: Иль-де-Франс Департамент: Сена и Марна Город: Фонтенбло | XII—XIX вв.                | 1981                  | 160    | ii, vi                |
| 7  |             | Кафедральный собор в городе Амьен (фр. Cathédrale d'Amiens) | Регион: О-де-Франс Департамент: Сомма Город: Амьен | XIII—XVI вв.               | 1981                  | 162    | i, ii                 |
| 8  |             | Древнеримский театр с окружением и триумфальная арка в городе Оранж (фр. Théâtre antique et ses abords et «Arc de Triomphe» d'Orange) | Регион: Прованс — Альпы — Лазурный Берег Департамент: Воклюз Город: Оранж | I в.                       | 1981                  | 163    | iii, vi               |
| 9  |             | Древнеримские и романские памятники в городе Арль (фр. Arles, monuments romains et romans) | Регион: Прованс — Альпы — Лазурный Берег Департамент: Буш-дю-Рон Город: Арль | —                          | 1981                  | 164    | ii, iv                |
| 10 |             | Цистерцианский монастырь Фонтене (фр. Abbaye cistercienne de Fontenay) | Регион: Бургундия — Франш-Конте Департамент: Кот-д’Ор Город: Монбар | XII в.                     | 1981                  | 165    | iv                    |
| 11 |             | Королевский соляной завод в Арк-э-Сенан и большой соляной завод в Сален-ле-Бен (фр. De la grande saline de Salins-les-Bains à la saline royale d’Arc-et-Senans, la production du sel ignigène) | Регион: Бургундия — Франш-Конте Департаменты: Ду, Юра Коммуны: Арк-э-Сенан, Салэн-ле-Бэн | —                          | 1982, 2009            | 203bis | i, ii, iv             |
| 12 |             | Площади Плас-Станислас, Плас-де-ла-Карьер и Плас-д’Альянс в городе Нанси (фр. Places Stanislas, de la Carrière et d'Alliance à Nancy) | Регион: Гранд-Эст Департамент: Мёрт и Мозель Город: Нанси | XVIII в.                   | 1983                  | 229    | i, iv                 |
| 13 |             | Церковь Сен-Савен-сюр-Гартан (фр. Abbatiale de Saint-Savin sur Gartempe) | Регион: Новая Аквитания Департамент: Вьенна Коммуна: Сен-Савен | XI—XVI вв.                 | 1983                  | 230    | i, iii                |
| 14 |             | Мысы Жиролата и Порто, природный резерват Скандола и скалистые бухты «каланки» у города Пьяна (остров Корсика) (фр. Golfe de Porto : calanche de Piana, golfe de Girolata, réserve de Scandola) | Регион: Корсика Департамент: Корсика Южная | —                          | 1983                  | 258    | vii, viii, x          |
| 15 |             | Древнеримский акведук Пон-дю-Гар (фр. Pont du Gard) | Регион: Окситания Департамент: Гар | I в.                       | 1985                  | 344    | i, iii, iv            |
| 16 |             | Страсбург, Гранд-Иль и Нойштадт (фр. Strasbourg, Grande-Île et Neustadt) | Регион: Гранд-Эст Департамент: Нижний Рейн | XV—XX века                 | 1988, расширен в 2017 | 495    | ii, iv                |
| 17 |             | Берега Сены в Париже (фр. Paris, rives de la Seine) * набережная от моста Бир-Акем до моста Сюлли * сад и дворец Трокадеро * Эйфелева башня, Марсово поле, Военная школа * Токийский дворец * Большой и Малый дворцы * эспланада и Дом Инвалидов * Бурбонский дворец * площадь Согласия, Королевская улица, площадь Мадлен * сад Тюильри * Лувр * музей Орсе * квартал Школы изящных искусств * квартал церкви Сен-Жермен-л’Осерруа * Французская академия * остров Сите * площадь Шатле * Гревская площадь и здание мэрии * остров Сен-Луи * Арсенал               | Регион: Иль-де-Франс Департамент: Париж | —                          | 1991                  | 600    | i, ii, iv             |
| 18 |             | Кафедральный собор Нотр-Дам, бывший монастырь Сен-Реми и дворец То в городе Реймс (фр. Cathédrale Notre-Dame, ancienne abbaye Saint-Rémi et palais du Tau, Reims) | Регион: Гранд-Эст Департамент: Марна Город: Реймс | XIII—XVII вв.              | 1991                  | 601    | i, ii, vi             |
| 19 |             | Кафедральный собор в городе Бурж (фр. Cathédrale de Bourges) | Регион: Центр — Долина Луары Департамент: Шер Город: Бурж | XII—XIII вв.               | 1992                  | 635    | i, iv                 |
| 20 |             | Исторический центр города Авиньон (фр. Centre historique d’Avignon : Palais des papes, ensemble épiscopal et Pont d’Avignon) *Папский дворец *Малый дворец *Романский кафедральный собор Нотр-Дам-де-Дом *Авиньонский мост | Регион: Прованс — Альпы — Лазурный берег Департамент: Воклюз Город: Авиньон | XII—XV вв.                 | 1995                  | 228rev | i, ii, iv             |
| 21 |             | Каналь-Дю-Миди (Южный канал) (фр. Canal du Midi) | Регион: Окситания Департамент: Гаронна Верхняя, Тарн | XVII—XVIII вв.             | 1996                  | 770    | i, ii, iv, vi         |
| 22 |             | Исторический укреплённый город Каркасон (фр. Ville fortifiée historique de Carcassonne) | Регион: Окситания Департамент: Од Город: Каркасон | III—XIII вв.               | 1997                  | 345rev | ii, iv                |
| 23 |             | Район горы Мон-Пердю в Пиренеях (фр. Pyrénées - Mont Perdu) | Регион: Окситания Департамент: Пиренеи Верхние (совместно с Испанией) | —                          | 1997, 1999            | 773bis | iii, iv, v, vii, viii |
| 24 |             | Дороги во Франции, ведущие в Сантьяго-де-Компостела (69 памятников) (фр. Chemins de Saint-Jacques-de-Compostelle en France) | Регионы: Новая Аквитания, Овернь — Рона — Альпы, Нормандия, Бургундия — Франш-Конте, Центр — Долина Луары, Гранд-Эст, Иль-де-Франс, Окситания, О-де-Франс, Прованс — Альпы — Лазурный Берег                    | —                          | 1998                  | 868    | ii, iv, vi            |
| 25 |             | Историческая часть города Лион (фр. Site historique de Lyon) | Регион: Овернь — Рона — Альпы Департамент: Рона | C I в. до н. э.            | 1998                  | 872    | ii, iv                |
| 26 |             | Винодельческий район Сент-Эмильон (фр. Juridiction de Saint-Émilion) | Регион: Новая Аквитания Департамент: Жиронда | —                          | 1999                  | 932    | iii, iv               |
| 27 |             | Колокольни городов Бельгии и Франции (всего 56, из них 23 во Франции) (фр. Beffrois de Belgique et de France) | Регион: О-де-Франс (совместно с Бельгией) | XI—XVII вв.                | 1999, 2005            | 943    | ii, iv                |
| 28 |             | Долина Луары от Сюлли-сюр-Луар до Шалона (фр. Val de Loire entre Sully-sur-Loire et Chalonnes) | Регионы: Центр — Долина Луары, Земли Луары Департаменты: Луаре, Луар и Шер, Эндр и Луара, Мэн и Луара | —                          | 2000                  | 933    | i, ii, iv             |
| 29 |             | Провен, город средневековых ярмарок (фр. Provins, ville de foire médiévale) | Регион: Иль-де-Франс Департамент: Сена и Марна | —                          | 2001                  | 873rev | ii, iv                |
| 30 |             | Гавр — город, восстановленный Огюстом Перре (фр. Le Havre, la ville reconstruite par Auguste Perret) | Регион: Нормандия Департамент: Приморская Сена | XX в.                      | 2005                  | 1181   | ii, iv                |
| 31 |             | Порт Луны (фр. Bordeaux, Port de la Lune) | Регион: Новая Аквитания Департамент: Жиронда | —                          | 2007                  | 1256   | ii, iv                |
| 32 |             | Лагуны Новой Каледонии, разнообразие коралловых рифов и их экосистем (фр. Lagons de Nouvelle-Calédonie : diversité récifale et écosystèmes associés) | Регион: Новая Каледония | —                          | 2008                  | 1115   | vii, ix, x            |
| 33 |             | Архитектурное наследие Вобана (фр. Fortifications de Vauban) | Регионы: О-де-Франс, Бургундия — Франш-Конте, Новая Аквитания, Прованс — Альпы — Лазурный берег, Бретань, Нормандия, Гранд-Эст, Окситания                                                                      | XVII—XVIII вв.             | 2008                  | 1283   | i, ii, iv             |
| 34 |             | Епископский город Альби (фр. Cité épiscopale d'Albi) | Регионы: Окситания Департамент: Тарн Город: Альби | X—XI вв.                   | 2010                  | 1337   | iv, v                 |
| 35 |             | Пики, кратеры и валы на острове Реюньон (фр. Pitons, cirques et remparts de l’ile de la Réunion) | Регионы: Реюньон | —                          | 2010                  | 1317   | vii, x                |
| 36 |             | Коcы и Севены, средиземноморский агро-пастбищный культурный ландшафт (фр. Les Causses et les Cévennes, paysage culturel de l’agro-pastoralisme méditerranéen) | Регион: Окситания | —                          | 2011                  | 1153   | iii, v                |
| 37 |             | Доисторические свайные поселения в Альпах (фр. Sites palafittiques préhistoriques autour des Alpes) (11 пунктов) | Регионы: Овернь — Рона — Альпы, Бургундия — Франш-Конте Департаменты: Изер, Савойя, Савойя Верняя, Юра (Совместно с Германией, Швейцарией, Австрией, Италией, Словенией)                                       | V — I тысячелетие до н. э. | 2011                  | 1363   | iii, v                |
| 38 |             | Каменноугольный бассейн в регионе Нор — Па-де-Кале (фр. Bassin minier du Nord-Pas de Calais) | Регион: О-де-Франс | —                          | 2012                  | 1360   | ii, iv, vi            |
| 39 |             | Пещера Шове с палеолитическими рисунками (фр. Grotte ornée du Pont-d’Arc, dite Grotte Chauvet-Pont-d’Arc, Ardèche) | Регион: Овернь — Рона — Альпы Департамент: Ардеш | 30 — 32 тыс. лет до н. э.  | 2014                  | 1426   | i, iii                |
| 40 |             | Винодельческие земли (клима) Бургундии (фр. Les Climats du vignoble de Bourgogne) | Регион: Бургундия — Франш-Конте Департаменты: Кот-д’Ор, Сона и Луара | —                          | 2015                  | 1425   | iii, v                |
| 41 |             | Склоны холмов, винодельческие дома и погреба Шампани (фр. Coteaux, Maisons et Caves de Champagne) | Регион: Гранд-Эст Департамент: Марна | XVIII—XIX века             | 2015                  | 1465   | iii, iv, vi           |
| 42 |             | Архитектурное наследие Ле Корбюзье: выдающийся вклад в модернизм (фр. L’Œuvre architecturale de Le Corbusier, une contribution exceptionnelle au Mouvement Moderne): а) особняки Вилла Ля-Рош и Вилла Жаннере в Париже б) посёлок Фрюжес в Пессаке в) Вилла Савой и дом садовника в Пуасси г) жилой дом в Порт-Молитор в Париже и Булонь-Бийанкуре д) жилой блок в Марселе е) завод в Сен-Дье-де-Вож ж) капелла Нотр-Дам-дю-О в Роншане з) хижина Ле Корбюзье в Рокбрюн-Кап-Мартене и) монастырь Сент-Мари-де-ля-Туретт в Эвё к) дом культуры Фирмини-Вер в Фирмини | Регионы: Иль-де-Франс, Новая Аквитания, Прованс — Альпы — Лазурный берег, Гранд-Эст, Бургундия — Франш-Конте, Овернь — Рона — Альпы (совместно с Аргентиной, Бельгией, Германией, Индией, Швейцарией, Японией) | XX век                     | 2016                  | 1321   | i, ii, vi             |
| 43 |             | Священное место Тапутапуатеа (фр. Taputapuātea) | Регион: Французская Полинезия | XI век                     | 2017                  | 1529   | iii, iv, vi           |
| 44 |             | Тектоно-вулканическая формация горной цепи Шен-де-Пюи и разлома Лимань (фр. Haut lieu tectonique Chaîne des Puys - faille de Limagne) | Регион: Овернь — Рона — Альпы |                            | 2018                  | 1434   | viii                  |
| 45 |             | Французские Южные территории и моря (фр. Terres et mers australes françaises) | Регион: Французские Южные и Антарктические территории |                            | 2019                  | 1603   | vii, ix, x            |
| 46 |             | Кордуанский маяк (фр. Le phare de Cordouan) | Регион: Новая Аквитания Департамент: Жиронда | XVI—XVII века              | 2021                  | 1625   | i, iv                 |
| 47 |             | Ницца, зимний курортный город Ривьеры (фр. Nice, la ville de la villégiature d’hiver de riviera) | Регион: Прованс — Альпы — Лазурный Берег Департамент: Приморские Альпы | XVIII—XX века              | 2021                  | 1635   | ii                    |
| 48 |             | Древние и первобытные буковые леса Карпат и других регионов Европы (фр. Forêts primaires et anciennes de hêtres des Carpates et d’autres régions d’Europe): а) национальный парк Севенны б) заповедник Лес Массан в) заповедник Пи г) лес Тре-Кру д) заповедник Буа-дю-Шапитр е) заповедник Сен-Бом ж) лес Шизе з) заповедники Гро-Футо, Мон-Усси-э-Бютт-о-Эр, Отёр-де-ла-Соль и) заповедник Гран-Вентрон | Регионы: Окситания, Прованс — Альпы — Лазурный Берег, Новая Аквитания, Иль-де-Франс, Гранд-Эст | —                          | 2021                  | 1133   | ix                    |
| 49 |             | Великие курортные города Европы (фр. Les grandes villes d’eaux d’Europe) а) Город Виши | Регион: Овернь — Рона — Альпы Департамент: Алье (совместно с Австрией, Бельгией, Великобританией, Германией, Италией, Чехией)                                                                                  | с XIX века                 | 2021                  | 1613   | ii, iii               |
| 50 |             | Вулканы и леса Мон-Пеле и горные вершины северной Мартиники (фр. Volcans et forêts de la Montagne Pelée et des pitons du nord de la Martinique) | Регион: Мартиника Департамент: Мартиника | —                          | 2023                  | 1657   | viii, x               |
| 51 |             | Мезон Карре в Ниме (фр. La Maison Carrée de Nîmes) | Регион: Окситания Департамент: Гар | c I века                   | 2023                  | 1569   | iv                    |
| 52 |             | Погребальные и мемориальные комплексы Первой мировой войны (Западный фронт) (фр. Sites funéraires et mémoriels de la Première Guerre mondiale (Front Ouest)) | Регионы: О-де-Франс, Гранд-Эст, Иль-де-Франс (совместно с Бельгией) | 1914–1918                  | 2023                  | 1567   | iii, iv, vi           |
| 53 |             | Те Хенуа Эната — Маркизские острова (фр. Te Henua Enata – Les îles Marquises) | Регион: Французская Полинезия | —                          | 2024                  | 1707   | iii, vi, vii, ix, x   |

### Географическое расположение объектов
| 1 2 3 4 5 6 7 8 9 10 11 12 13 14 15 16 17 18 19 20 21 22 23 24 25 26 27 28 29 30 31 33 34 36 37 38 39 40 41 44 46 47 49 51Объекты всемирного наследия во Франции | 32 35 43 53Объекты всемирного наследия ЮНЕСКО на заморских территориях |

## Предварительный список
В таблице объекты расположены в порядке их добавления в предварительный список. В данном списке указаны объекты, предложенные правительством Франции в качестве кандидатов на занесение в список всемирного наследия.
| #  | Изображение | Название | Местоположение | Время создания         | Год внесения в список | №    | Критерии         |
| -- | ----------- | --- | --- | ---------------------- | --------------------- | ---- | ---------------- |
| 1  |             | Мегалитические памятники Карнака (фр. Sites mégalithiques de Carnac) | Регион: Бретань Департамент: Морбиан                                                                                            | 5000-2000 лет до н. э. | 1996                  | 224  | не указаны       |
| 2  |             | Базилика Сен-Дени (фр. Cathédrale de Saint-Denis) | Регион: Иль-де-Франс Департамент: Сена-Сен-Дени Город: Сен-Дени                                                                 | XII — XIII вв.         | 1996                  | 230  | i, ii, iv        |
| 3  |             | Исторический центр, собор Нотр-Дам, церкви Сент-Уан и Сен-Маклу в городе Руан (фр. Rouen : ensemble urbain à pans de bois, cathédrale, église Saint-Ouen, église Saint Maclou)                                    | Регион: Нормандия Департамент: Приморская Сена Город: Руан                                                                      | —                      | 1996                  | 231  | не указаны       |
| 4  |             | Дворец Во-ле-Виконт (фр. Château de Vaux-le-Vicomte) | Регион: Иль-де-Франс Департамент: Сена и Марна Коммуна: Мэнси                                                                   | XVII в.                | 1996                  | 233  | i, ii, iv        |
| 5  |             | Укреплённые города Нижних земель северо-запада Европы (совместно с Бельгией и Нидерландами) (фр. Les villes bastionnées des Pays-Bas du nord-ouest de l'Europe)                                                   | Регионы: О-де-Франс, Гранд-Эст                                                                                                  | —                      | 1996                  | 234  | не указаны       |
| 6  |             | Лес Фонтенбло (фр. Le massif forestier de Fontainebleau) | Регион: Иль-де-Франс | —                      | 1996                  | 239  | ii, iv, v        |
| 7  |             | Горный массив Сент-Виктуар и сезанновские места (фр. Montagne Sainte-Victoire et sites cézaniens) | Регион: Прованс — Альпы — Лазурный берег                                                                                        | —                      | 1996                  | 242  | не указаны       |
| 8  |             | Пещеры с отложениями на юге Франции (фр. Ensemble de grottes à concrétions du Sud de la France) | Регион: Окситания Департаменты: Од, Эро                                                                                         | —                      | 2000                  | 1429 | vii, viii, ix    |
| 9  |             | Национальный парк Вануаз (фр. Parc national de la Vanoise) | Регион: Овернь — Рона — Альпы Департамент: Савойя Верхняя                                                                       | —                      | 2000                  | 1430 | не указаны       |
| 10 |             | Горный массив Монблан (фр. Massif du Mont Blanc) | Регион: Овернь — Рона — Альпы Департамент: Савойя Верхняя                                                                       | —                      | 2000                  | 1431 | не указаны       |
| 11 |             | Камарг (фр. La Camargue) | Регион: Прованс — Альпы — Лазурный берег Департамент: Буш-дю-Рон                                                                | —                      | 2002                  | 1432 | vii, x           |
| 12 |             | Пролив Бонифачо (фр. Bouches de Bonifacio) | Регион: Корсика Департамент: Корсика Южная                                                                                      | —                      | 2002                  | 1649 | vii, viii, ix, x |
| 13 |             | Национальный парк Экрен (фр. Parc national des Écrins) | Регионы: Прованс — Альпы — Лазурный берег, Овернь — Рона — Альпы Департаменты: Верхние Альпы, Изер                              | —                      | 2002                  | 1651 | не указаны       |
| 14 |             | Национальный парк Пор-Кро (фр. Parc national de Port-Cros) | Регион: Прованс — Альпы — Лазурный берег Департаменты: Вар                                                                      | —                      | 2002                  | 1652 | vii, x           |
| 15 |             | Соляные испарительные бассейны Геранда (фр. Marais salants de Guérande) | Регион: Земли Луары Департамент: Атлантическая Луара                                                                            | —                      | 2002                  | 1653 | не указаны       |
| 16 |             | Средиземноморское побережье Пиренеев (фр. Le rivage méditerranéen des Pyrénées) | Регион: Окситания Департамент: Пиренеи Восточные                                                                                | —                      | 2002                  | 1655 | не указаны       |
| 17 |             | Гавань Марселя (фр. Rade de Marseille) | Регион: Прованс — Альпы — Лазурный берег Департамент: Буш-дю-Рон Город: Марсель                                                 | —                      | 2002                  | 1657 | ii, iv, v, vi    |
| 18 |             | Античные города Нарбонской Галлии и их окрестности (Ним, Арль, Гланум, акведуки и Домициева дорога) (фр. Les villes antiques de la Narbonnaise et leur territoire : Nîmes, Arles, Glanum, aqueducs, via Domitia)) | Регион: Прованс — Альпы — Лазурный берег, Окситания Департаменты: Буш-дю-Рон, Гар                                               | —                      | 2002                  | 1658 | ii, iii, iv, v   |
| 19 |             | Железная дорога в Сердани (фр. Le chemin de fer de Cerdagne) | Регион: Окситания Департамент: Пиренеи Восточные                                                                                | 1903 — 1927            | 2002                  | 1661 | iv               |
| 20 |             | Национальное бюро аэрокосмических исследований в Медоне (фр. Office National d'Etudes et de Recherches Aérospatiales, Meudon)                                                                                     | Регион: Иль-де-Франс Департамент: О-де-Сен Город: Медон                                                                         | XIX — XX вв.           | 2002                  | 1662 | не указаны       |
| 21 |             | Эллинг Y (фр. Hangar Y) | Регион: Иль-де-Франс Департамент: О-де-Сен Город: Медон                                                                         | XIX в.                 | 2002                  | 1663 | не указаны       |
| 22 |             | Шоколадная фабрика Менье в Нуазьеле (фр. Ancienne chocolaterie Menier à Noisiel) | Регион: Иль-де-Франс Департамент: Сена и Марна                                                                                  | 1869 — 1872            | 2002                  | 1664 | не указаны       |
| 23 |             | Исторический центр города Сарла-ла-Канеда (фр. Centre ancien de Sarlat) | Регион: Новая Аквитания Департамент: Дордонь                                                                                    | —                      | 2002                  | 1667 | v, vi            |
| 24 |             | Арсенал в Рошфоре и укрепления устья Шаранты (фр. Arsenal de Rochefort et fortifications de l'estuaire de la Charente)                                                                                            | Регион: Новая Аквитания Департамент: Приморская Шаранта                                                                         | XVII в.                | 2002                  | 1668 |                  |
| 25 |             | Мец — королевский и имперский (фр. Metz Royale et Impériale, enjeux de pouvoir, confrontations stylistiques et identité urbaine)                                                                                  | Регион: Гранд-Эст Департамент: Мозель                                                                                           | С III века             | 2014                  | 5882 | i, ii, iv        |
| 26 |             | Пляжи высадки десанта в 1944 (фр. Les Plages du Débarquement, Normandie, 1944) | Регион: Нормандия Департаменты: Кальвадос, Манш                                                                                 | —                      | 2014                  | 5883 | iv, vi           |
| 27 |             | Гранд-Иль в Нойштадте — европейский городской пейзаж (фр. De la Grande-Île à la Neustadt, une scène urbaine européenne)                                                                                           | Регион: Гранд-Эст Департамент: Нижний Рейн Город: Страсбург                                                                     | с XV века              | 2015                  | 5966 | i, ii, iv        |
| 28 |             | Средиземноморские Альпы (фр. Les Alpes de la Méditerranée) | Регион: Прованс — Альпы — Лазурный Берег Департаменты: Приморские Альпы, Альпы Верхнего Прованса (совместно с Италией и Монако) | —                      | 2017                  | 6178 | viii             |

### Географическое расположение объектов
| 1 2 3 4 5 6 7 8 9 10 11 12 13 14 15 16 17 18 19 20 21 22 23 24 25 26 27 28Кандидаты, вошедшие в Предварительный список | 25 27Объекты всемирного наследия ЮНЕСКО на заморских территориях |